# 加泰罗尼亚民主统一
加泰罗尼亚民主统一（IPA：[kumbərˈʒɛnsiə ðəmuˈkɾatikə ðə kətəˈɫuɲə]，缩写为CDC）是加泰羅尼亞的一个已不存在的主张加泰罗尼亚独立的政黨。
该党曾是加泰罗尼亚最大的政党。該黨重组為加泰隆尼亞歐洲民主黨之前的最後一任主席是阿圖爾·馬斯。